# 名古屋市立工芸高等学校
名古屋市立工芸高等学校（なごやしりつ こうげいこうとうがっこう, Nagoya City Industrial Arts High School）は、愛知県名古屋市東区芳野二丁目にある市立の高等学校。
略称は「市工芸」（しこうげい）、「名市工芸」（めいしこうげい）。

## 概要

### 歴史
1917年（大正6年）に開校した「名古屋市立工芸学校」を前身とする。2022年（令和4年）に創立105周年を迎えた。

### 設置課程・学科
全日制課程 7学科 （各学科1学級）
- 電子機械科
- 情報科
- 建築システム科
- 都市システム科
- インテリア科
- デザイン科
- グラフィックアーツ科

※ デザイン科のみ入試の際に特別検査を実施している。

### 信条
「創意・責任・勤勉」

### 校章
校名の「芸」の文字をかたどったものを背景にして中央に篆書体の「高」の文字を置いている。

### 校歌
作詞は山崎敏夫、作曲は山田耕筰による。歌詞は3番まであり、各番に校名の「工芸」が登場する。

### 制服
制服は男女ともに紺色のブレザー。女子はスカートとスラックスが選択できる。
胸につける科章があり、校章を科ごとに色分けしたもので、七宝でできている。色分けは以下の通り。
- 電子機械科 - 「黄緑」
- 情報科 -「藤色」
- 建築システム科 - 「黄」
- 都市システム科 - 「赤」
- インテリア科 - 「水色」
- デザイン科 - 「白」
- グラフィックアーツ科 -「黒」

※ 学年別に青・緑・赤の上履きを使用している。

### 進路
2021年度卒業生の実績は、進学が144人、就職が120人（求人倍率は16.07倍）。
また、国家資格の基本情報技術者試験（FE）の午前科目免除制度の認定校となっている。

### 同窓会
「名古屋工芸会」（名芸会）と称している。各科に分科会がある。
- 土睦会 - 土木科・都市システム科
- 築会 -  建築科・建築システム科・図案科・建築図案科・住居デザイン科
- 木葉会 - 木工科・インテリア科・木材工芸科
- デザイン会 - 図案科・産業美術科・デザイン科・工芸図案科・図案印刷科・美術科
- プレス会 - 印刷科・グラフィックアーツ科
- みつば会 - 金工科・機械科・電子機械科・金工科・金属工芸科・金属工作科・金属工業科
- 情報会 - 情報科

## 沿革

### 旧制・工芸学校時代
- 1917年（大正6年）2月20日 - 「名古屋市立工芸学校」が開校。金工科、木工科、図案科の3学科を設置。
- 1922年（大正11年）11月3日 - 図案科を工芸図案分科と建築図案分科に分科。
- 1929年（昭和4年）9月18日 - 南区熱田西町に校舎を移転。
- 1930年（昭和5年）3月31日 - 工芸図案分科を「図案科」、建築図案分科を「建築科」、金工科を「金属工芸科」、木工科を「木材工芸科」に改称。
- 1931年（昭和6年）3月31日 - 精密機械科を設置。5学科体制となる。
- 1934年（昭和9年）3月24日 - 建築科、精密機械科の第2本科（夜間（定時制の前身））を設置。
- 1940年（昭和15年）3月31日 - 図案科を「図案印刷科」、金属工芸科を「金属工作科」に改称。
- 1942年（昭和17年）3月31日 - 電気科と工業化学科を設置。7学科体制となる。
- 1944年（昭和19年）
  - 3月31日
    - 教育ニ関スル戦時非常措置方策により、「名古屋市立第二工業学校」に改称。
    - 図案印刷科と木材工芸科を廃止。金属工作科を「金属工業科」に改称。
    - 西区児玉町（旧・名古屋市立第二商業学校（現・名古屋市立西陵高等学校）校地）に建築科、土木科、造船科の3学科を設置。
- 1946年（昭和21年）3月31日 - 「名古屋市立工芸学校」に改称（再）。金属工業科を「金工科」に改称。「木工科」を設置。
- 1947年（昭和22年）3月31日 - 「図案科」を設置。

### 新制高等学校
- 1948年（昭和23年）
  - 4月1日 - 学制改革が行われ、旧制工芸学校が廃止され、新制高等学校「名古屋市立工芸高等学校」が発足。第2本科建築科を定時制建築科とする。
  - 10月1日 - 高校三原則に基づく公立高校再編が行われ、他校[注釈 1]との統合により、「名古屋市立西陵高等学校」となる。
- 1950年（昭和25年） 
  - 4月1日 - 西陵高等学校分校として、建築科、土木科、木工科、金工科、図案科を設置、印刷科、美術科を新設。
  - 11月1日 - 北区光音寺（神戸製鋼跡）に校舎を移転。
- 1951年（昭和26年） - 名古屋市立西陵高等学校から分離し、「名古屋市立工芸高等学校」として独立（再）。
  - 東区芳野町の愛知第一師範学校・愛知学芸大学名古屋分校跡地（現在地）に移転。
- 1953年（昭和28年） - 図案科、美術科の募集を停止し、産業美術科を新設。
- 1963年（昭和38年） - 金工科の募集を停止し、機械科を新設。定時制機械科を新設。
- 1965年（昭和40年） - 産業美術科をデザイン科、木工科を木材工芸科に改称。
- 1973年（昭和48年）4月1日 - 木材工芸科をインテリア科に改称。
- 1984年（昭和59年）4月1日 - 定時制（建築科・機械科）の募集を停止。
- 1987年（昭和62年）4月1日 - 定時制を廃止。
- 1990年（平成2年）4月1日 - 学科改編を実施。
  - 土木科を「都市システム科」、印刷科を「グラフィックアーツ科」に改称。
  - 建築科を「建築システム科」と「住居デザイン科」、機械科を「機械科」と「電子機械科」に分科。「情報科」を新設。
- 1991年（平成3年）4月1日 - 機械科の募集を停止。
- 1993年（平成5年）4月1日 - 機械科を廃止。住居デザイン科の募集を停止。
- 1995年（平成7年）4月1日 - 住居デザイン科を廃止。電子機械科募集定員を減じる。
- 2017年（平成29年）- 創立100周年。「ONE BY DESIGN」がスクールアイデンティティとして定められる。

## 校地の変遷
- 第1期 - 布池時代（1917年（大正6年）から1928年（昭和3年）までの11年間）
- 第2期 - 西町時代（1929年（昭和4年）から1943年（昭和18年）までの14年間）
- 第3期 - 児玉・光音寺時代（1944年（昭和19年）から1951年（昭和26年）までの7年間）
- 第4期 - 芳野時代（1951年（昭和26年）～現在）

## 学校行事（3学期制）
2年で就業体験が行われる。

### 1学期
- 4月 - 入学式、始業式
- 5月 - 中間考査、体育祭
- 6月 - 期末考査
- 7月 - 終業式

### 2学期
- 9月 - 始業式・防災訓練
- 10月 - 文化祭、中間考査
- 11月 - 2年修学旅行
- 12月 - 期末考査、終業式

### 3学期
- 1月 - 始業式
- 2月 - 学年末考査
- 3月 - 卒業式、1,2年球技大会、1,2年芸術鑑賞会、終業式

## 部活動

### 実績
ブラスバンド部は、別名「Kogei・Highsonic・Jazz・Orchestra（KHJO）」と称しており、プロ演奏家の指導を仰ぎ活躍している。なお映画「SWING・GIRLS」のモデルとなった兵庫県立高砂高等学校と同様にスチューデント・ジャズ・フェスティバル関西大会の常連校で、第1回から連続出場している。過去に同部で部員を引っ張り、個人賞を獲得するなど活躍しプロミュージシャンになった音楽家も数人いる。代表的な音楽家としては、側島万友美（アルトサックス）、浅田亮太（ドラム・ピアノ・起業家）などが所属していた。

### 運動部
- 野球部
- 陸上部
- サッカー部
- ラグビー部
- バスケットボール部
- ハンドボール部
- バレーボール部
- バドミントン部
- テニス部
- 剣道部
- ソフトテニス部
- 卓球部
- 水泳部（現在は顧問不在のため新規入部不可）

### 文化部
- ブラスバンド部
- 美術同好会
- 漫画研究部
- 工芸部
- 情報倶楽部
- ライフクリエイト部
- 演劇部
- クラフトクリエーター同好会
- 写真同好会
- 放送同好会
- 軽音楽同好会

## 主な出身者
- 伊藤秀男（絵本作家、デザイン科卒）[2]
- 宇野亜喜良（イラストレーター、図案科卒）[3]
- 林恭三（イラストレーター、産業美術科卒）[4]。
- 加納典明（写真家、産業美術科卒）[5]
- 夏目現（映像作家、デザイン科卒）[6]
- はるきる（空箱職人）[7]
- 宮谷一彦（漫画家）[8]
- 宮永岳彦（画家）[9]
- 三輪滋（イラストレーター、産業美術科卒）[10]
- 山内晶大（バレーボール選手）[11]

## 交通アクセス

### 最寄りの鉄道駅
- 名鉄瀬戸線「尼ヶ坂駅」から徒歩で約5分。

### 最寄りのバス停
- 名古屋市営バス（名古屋市交通局）・名鉄バス「白壁」バス停から徒歩で約5分。

### 最寄りの道路
- 国道19号 「徳川二丁目」交差点。

## 周辺
周辺の名古屋駅、JRセントラルタワーズ、ミッドランドスクエア、名古屋テレビ塔を望むことができる。